# Niederungen der Süd- und Mittelradde und der Marka
Niederungen der Süd- und Mittelradde und der Marka este o arie protejată (arie de protecție specială avifaunistică — SPA) din Germania întinsă pe o suprafață de 4.377 ha, integral pe uscat.

## Localizare
Centrul sitului Niederungen der Süd- und Mittelradde und der Marka este situat la coordonatele 52°46′52″N 7°44′44″E / 52.7811°N 7.7456°E.

## Înființare
Situl Niederungen der Süd- und Mittelradde und der Marka a fost declarat arie de protecție specială avifaunistică în iunie 2007 pentru a proteja 17 specii de animale.

## Biodiversitate
Situată în ecoregiunea atlantică, aria protejată nu include niciun habitat protejat.
La baza desemnării sitului se află mai multe specii protejate de  păsări (17): ciocârlie-de-câmp (Alauda arvensis), rață lingurar (Anas clypeata), rață mică (Anas crecca crecca), fâsă de luncă (Anthus pratensis), ciuf de câmp (Asio flammeus), erete de stuf (Circus aeruginosus), erete cenușiu (Circus pygargus), prepeliță (Coturnix coturnix), becațină comună (Gallinago gallinago), sfrâncioc roșiatic (Lanius collurio), Limosa limosa limosa, Luscinia svecica cyanecula, Numenius arquata arquata, codroșul de pădure (Phoenicurus phoenicurus), mărăcinar negru (Saxicola torquatus), Tachybaptus ruficollis ruficollis, nagâț (Vanellus vanellus)